# Темора (Небраска)
Темора (англ. Tamora) — переписна місцевість (CDP) в США, в окрузі Сюорд штату Небраска. Населення — 44 особи (2020).

## Географія
Темора розташована за координатами 40°53′40″ пн. ш. 97°13′37″ зх. д. / 40.89444° пн. ш. 97.22694° зх. д. (40.894487, -97.226817).  За даними Бюро перепису населення США в 2010 році переписна місцевість мала площу 2,58 км², з яких 2,56 км² — суходіл та 0,02 км² — водойми.

## Демографія
Згідно з переписом 2010 року, у переписній місцевості мешкало 58 осіб у 23 домогосподарствах у складі 14 родин. Густота населення становила 23 особи/км².  Було 31 помешкання (12/км²).
Расовий склад населення:
| - 100,0 % — білих |

До двох чи більше рас належало 0,0 %. Частка іспаномовних становила 0,0 % від усіх жителів.
За віковим діапазоном населення розподілялося таким чином: 29,3 % — особи молодші 18 років, 65,5 % — особи у віці 18—64 років, 5,2 % — особи у віці 65 років та старші. Медіана віку мешканця становила 41,0 року. На 100 осіб жіночої статі у переписній місцевості припадало 114,8 чоловіків;  на 100 жінок у віці від 18 років та старших — 115,8 чоловіків також старших 18 років.
Середній дохід на одне домашнє господарство  становив 83 375 доларів США (медіана — 98 750), а середній дохід на одну сім'ю — 83 375 доларів (медіана — 98 750). 
Цивільне працевлаштоване населення становило 44 особи. Основні галузі зайнятості: оптова торгівля — 34,1 %, транспорт — 31,8 %, науковці, спеціалісти, менеджери — 18,2 %, роздрібна торгівля — 15,9 %.